# 內卷站
內卷站（日语：／ Uchigamaki eki */?）是位於新潟縣小千谷市大字川井，東日本旅客鐵道（JR東日本）的飯山線車站。

## 歷史
- 1927年（昭和2年）6月15日：國鐵十日町線 越後川口至越後岩澤之間開業，此站啟用。
- 1944年（昭和19年）6月1日：隨著飯山鐵道國有化，十日町線改名為飯山線。
- 1970年（昭和45年）11月29日：結束行李起卸業務，同時成為無人車站[1]。
- 1987年（昭和62年）4月1日：伴隨國鐵分割民營化，車站由東日本旅客鐵道（JR東日本）營運。
- 1997年（平成9年）：車站大樓翻新[1]。

※在1994年（平成6年），電影（和田誠監制）在此站取景，當時車站大樓還未翻新。
在2010年（平成22年）3月31日前，除了越後川口站內外，飯山線全線均由長野分社管轄。分社邊界位置是在此站與越後川口之間，靠近關越自動車道高架橋附近。在翌日起，邊界遷移至森宮野原站附近，即在新潟縣內（森宮野原站至越後川口站之間）的車站由新潟分社管轄。

## 車站構造
本站是地面車站，設有1面1線的單式月台。此站曾經設有2面2線的相對式月台。車站大樓在1997年（平成9年）翻新。而本站是由十日町站管理的無人車站。

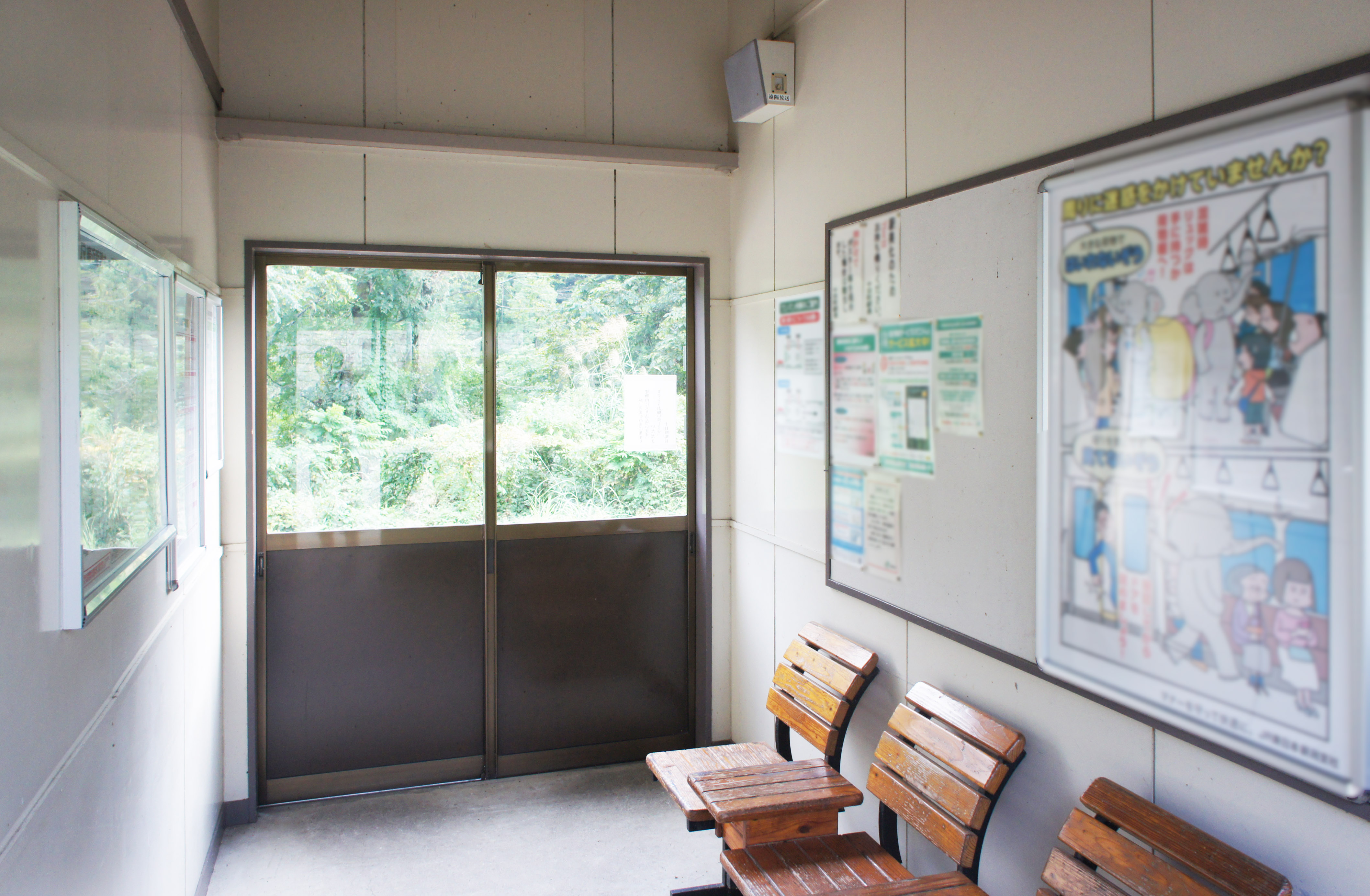
候車室内(2021年9月)
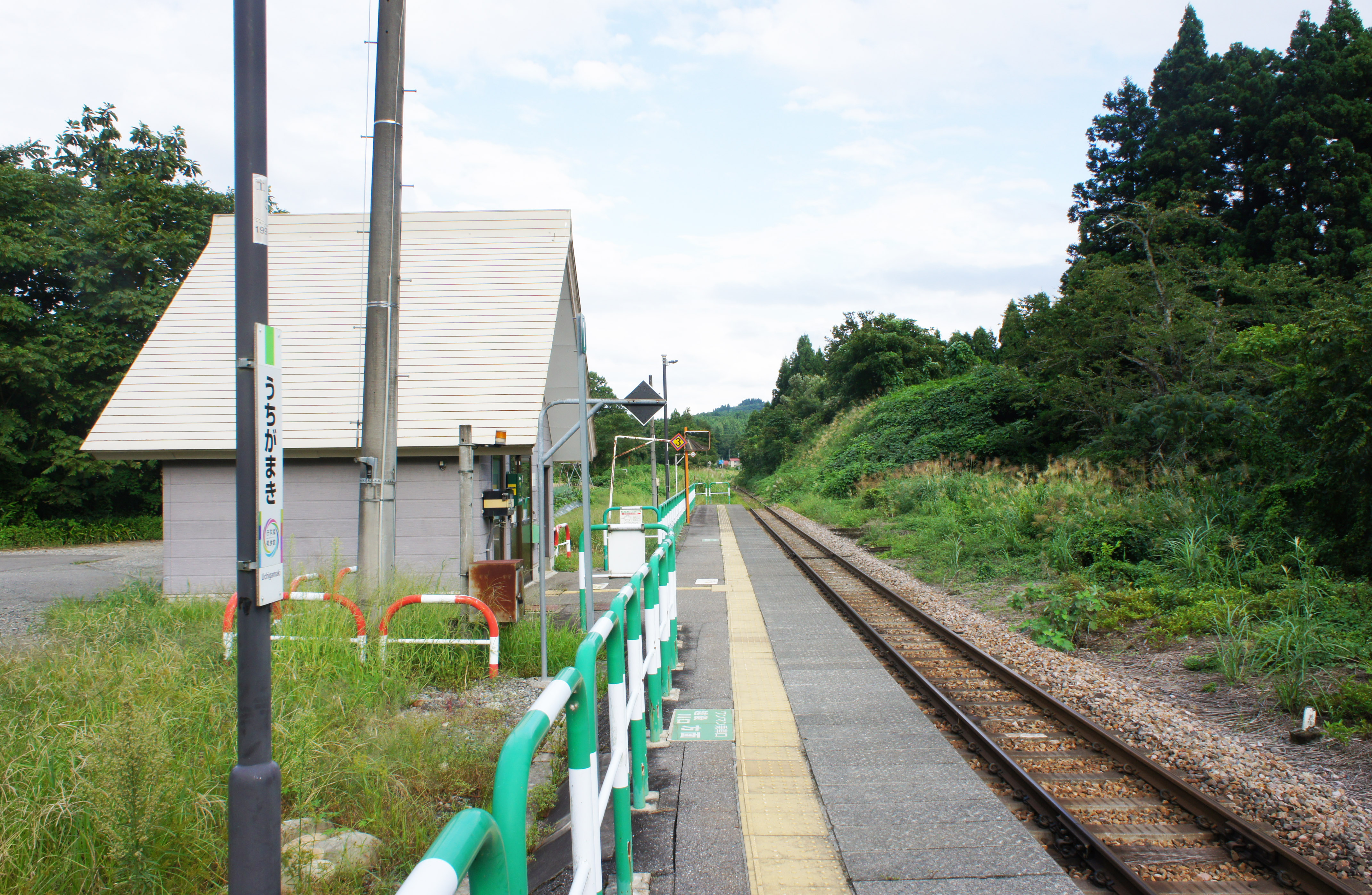
月台(2021年9月)

## 車站周邊
- 新潟縣道71號小千谷川口大和線（日语：新潟県道71号小千谷川口大和線）

## 巴士路線
在2019年3月尾，南小中學線（越後交通）取消後，現時設有川口地域巴士和小千谷市共乘的士。

## 相鄰車站
東日本旅客鐵道（JR東日本）
■飯山線
越後岩澤－內卷－越後川口

## 注腳
1. 1 2 3 4 5  . 週刊朝日百科. 21号 新潟駅・弥彦駅・津南駅ほか. 朝日新聞出版. 2012-12-30: 27 （日语）.

## 外部連結
- 車站資訊（內卷）：東日本旅客鐵道（日語）